# 居多神社

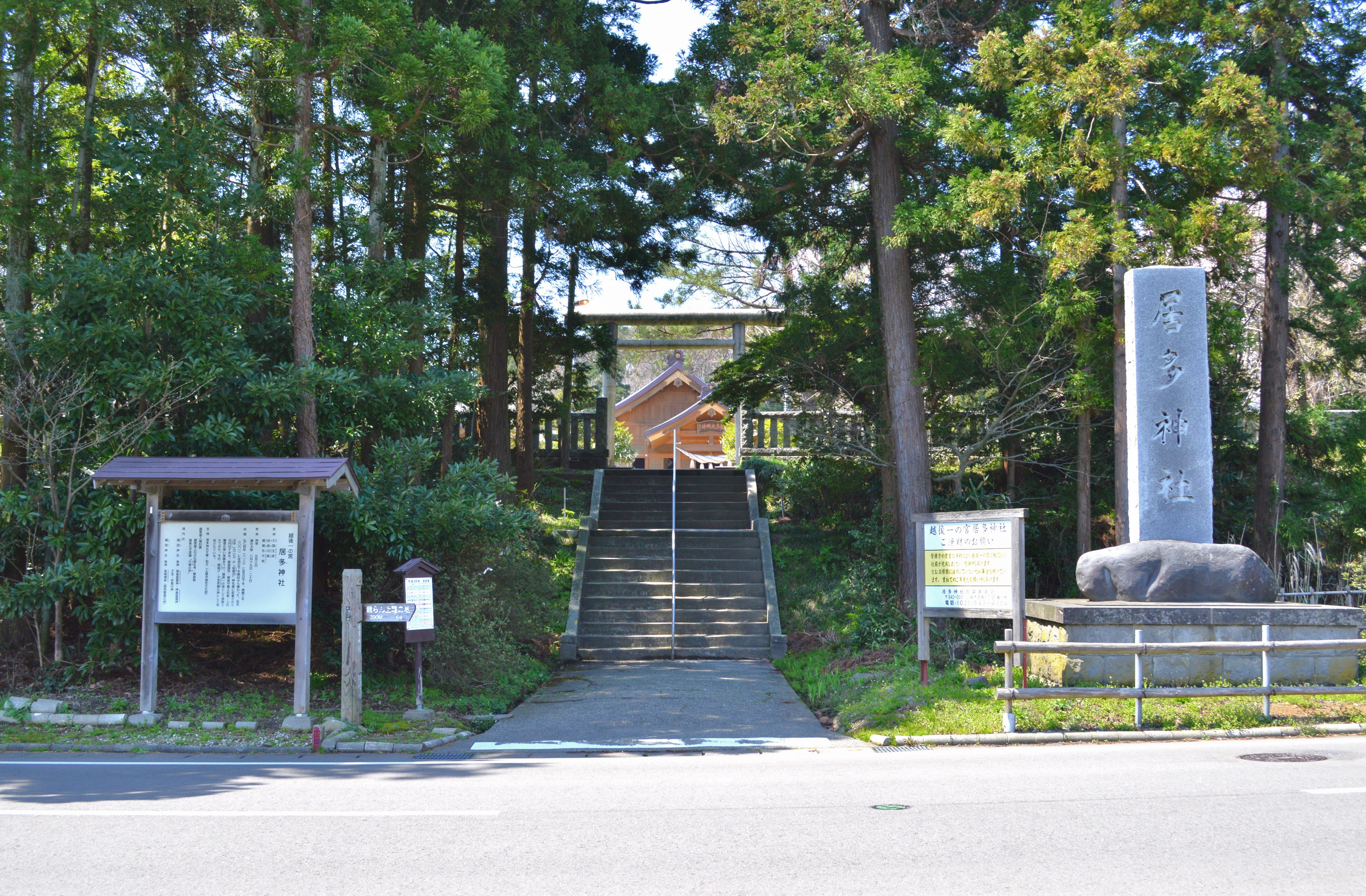
境内入り口

居多神社（こたじんじゃ）は、新潟県上越市五智にある神社。式内社、越後国一宮で、旧社格は県社。

## 社名
社名「居多」は、『延喜式』神名帳を始め諸文献で見られる古くからの表記である。訓について『神祇志料』では「ケタ」、九条家本・武田家本・吉田家本では「ヰタ」、『神名帳考証』では「コタ」と見えるが、現在では「こた」と読んでいる。日本海沿岸に分布する気多神社の一社として古代には「けた」と呼ばれたとされ、「こた」「ゐた」と呼ばれるのは後世になってからと考えられている。
なお「居」を「け」と読ませる古例では、古くは5世紀末の稲荷山古墳出土鉄剣の「獲居（わけ）」の銘がある。

## 祭神
現在の祭神は次の4柱。
- 大国主神（おおくにぬしのかみ）
- 奴奈川姫神（ぬながわひめのかみ） - 文献では「沼河比売」とも。大国主神の妻。
- 建御名方神（たけみなかたのかみ） - 大国主神の子。
- 事代主命神（ことしろぬしのみかみ） - 大国主神の子。

## 歴史

### 創建

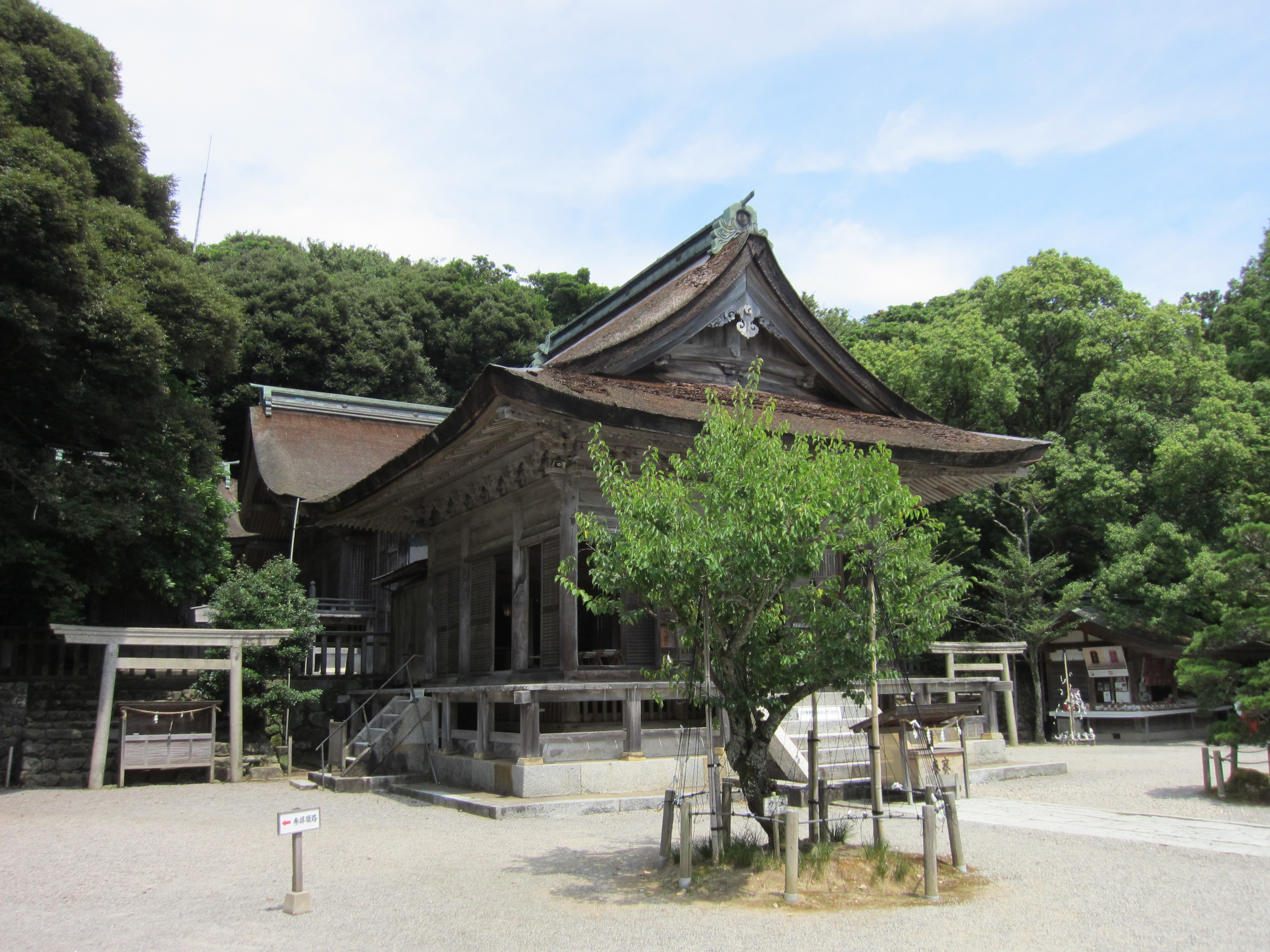
氣多大社（石川県羽咋市）能登国一宮。気多神社の総本社か。

創建は不詳。『頸城郡延喜式神社考』では神代の古跡であると伝える。社地は、慶応2年（1866年）まで現社地の北西約1キロメートルの身輪山（みのわやま）に存在した。
前述（「社名」節）のように、居多神社は「気多神」を祀る神社と考えられており、兵庫県北部から新潟県にかけての日本海側に分布する気多神社の一社とされる（「気多大社#気多苗裔神」を参照）。この気多神は出雲の人々に信奉された神とされており、『古事記』での大国主神による高志国（越国；現在の北陸地方）の奴奈川姫命神への妻問い説話と同様に、気多神の分布は出雲勢力の北陸地方への進出を物語ると考えられている。

### 概史
神社所蔵文書（伝『日本後紀』逸文）では弘仁4年（813年）に「居多神」の神階が無位から従五位下に昇叙されたといい、その後神階は貞観3年（861年）に従四位下に昇叙された。
延長5年（927年）成立の『延喜式』神名帳では、越後国頸城郡に「居多神社」と記載され、式内社に列している。また、『朝野群載』の承暦4年（1080年）6月10日記事では「気多神」として記載が見えるほか、社伝では承元元年（1207年）に親鸞が越後国府に流罪になった際には居多神社に参詣したという。
南北朝時代以降は、居多神社は守護上杉家からの崇敬を受けて越後国の一宮に位置づけられたとされる。居多神社を一宮とする史料は、貞和3年（1347年）の居多神社所蔵文書を初見として、他の居多神社文書や上杉家文書等にも散見される。一方、越後国の一宮として知られる神社には弥彦村の彌彦神社がある。これら越後国の一宮制の展開の詳細は明らかでないが、平安期までは「一宮」の呼称自体は使用していなかったものの彌彦神社が実質的な一宮であったと見て、南北朝期に居多神社が上杉家の崇敬を得て一宮を公称するとともに、彌彦神社側でも一宮を称し始めたとする説がある。
貞和3年（1347年）には幕府から修繕費として田井保が与えられたほか、観応2年）（1351年）には越後守護・上杉憲顕から荒蒔保が寄進された。また文明18年（1486年）には京都常光院の尭恵が（『北国紀行』）、長享2年（1488年）には京都相国寺僧の万里集九が居多神社に参詣している（『梅花無尽蔵』）。『北国紀行』によると「ながさき（花ヶ前）」という神主が社務を担ったとあり、その言では居多神が神功皇后の三韓征伐の頃から北海擁護の神としてあらたかであるとしている。この神主の花ヶ前氏は任用国司として越後国に下った有力在庁であったとされ、現在まで神職を継承している。
戦国時代には戦乱に巻き込まれており、天文2年（1533年）に上杉定憲によって社殿が焼かれ、同年に守護代・長尾為景は上杉定憲ら討滅を祈願して社殿再興を約した。また上杉謙信の死後、天正6年（1578年）から始まった後継者争い（御館の乱）では上杉景虎方についたため上杉景勝方の攻撃を受けて社殿を焼失した。この時に神官の花ヶ前盛貞・家盛父子は国外に逃亡し、盛貞は国外で死去したが、家盛は景勝の会津転封後に堀秀治が春日山城に入った際に帰国した。
慶長4年（1599年）には堀秀治から社領として13石が与えられ、江戸時代に入ってから慶長16年（1611年）には幕府から朱印地として100石が与えられた。
慶応2年（1866年）には身輪山の社地が海岸侵食によって崩壊し、神霊は宮司宅に遷座し奉斎された。明治維新後、明治5年（1872年）5月に近代社格制度において郷社に列し、明治6年（1873年）5月に県社に昇格した。明治12年（1879年）に現在地に社殿が造営され遷座した。この社殿は明治35年（1902年）に火災で焼失、明治40年（1907年）に仮社殿が造営された。その後、平成20年（2008年）6月に本社殿が造営されて現在に至っている。

### 神階
六国史における神階奉叙の記録。表記はいずれも「居多神」。
- 弘仁4年（813年）7月、無位から従五位下 （居多神社蔵『神祇伯袖判居多神社位記証状』所収『日本後紀』逸文）[注 2]
- 貞観3年（861年）8月3日、従五位上から従四位下 （『日本三代実録』）

## 境内
社地は慶応2年（1866年）までは現社地北西約1キロメートルにある身輪山（みのわやま）にあったが、明治12年（1879年）に現在地に移転した。現在の社殿は平成20年（2008年）6月の造営。
境内には、葉が片方にのみ生える芦「片葉の芦」が群生する。伝承では、親鸞が居多神社に参拝して祈願をすると境内の芦が一夜にして片葉になったという。この片葉の芦は「越後七不思議」の1つにも数えられている。

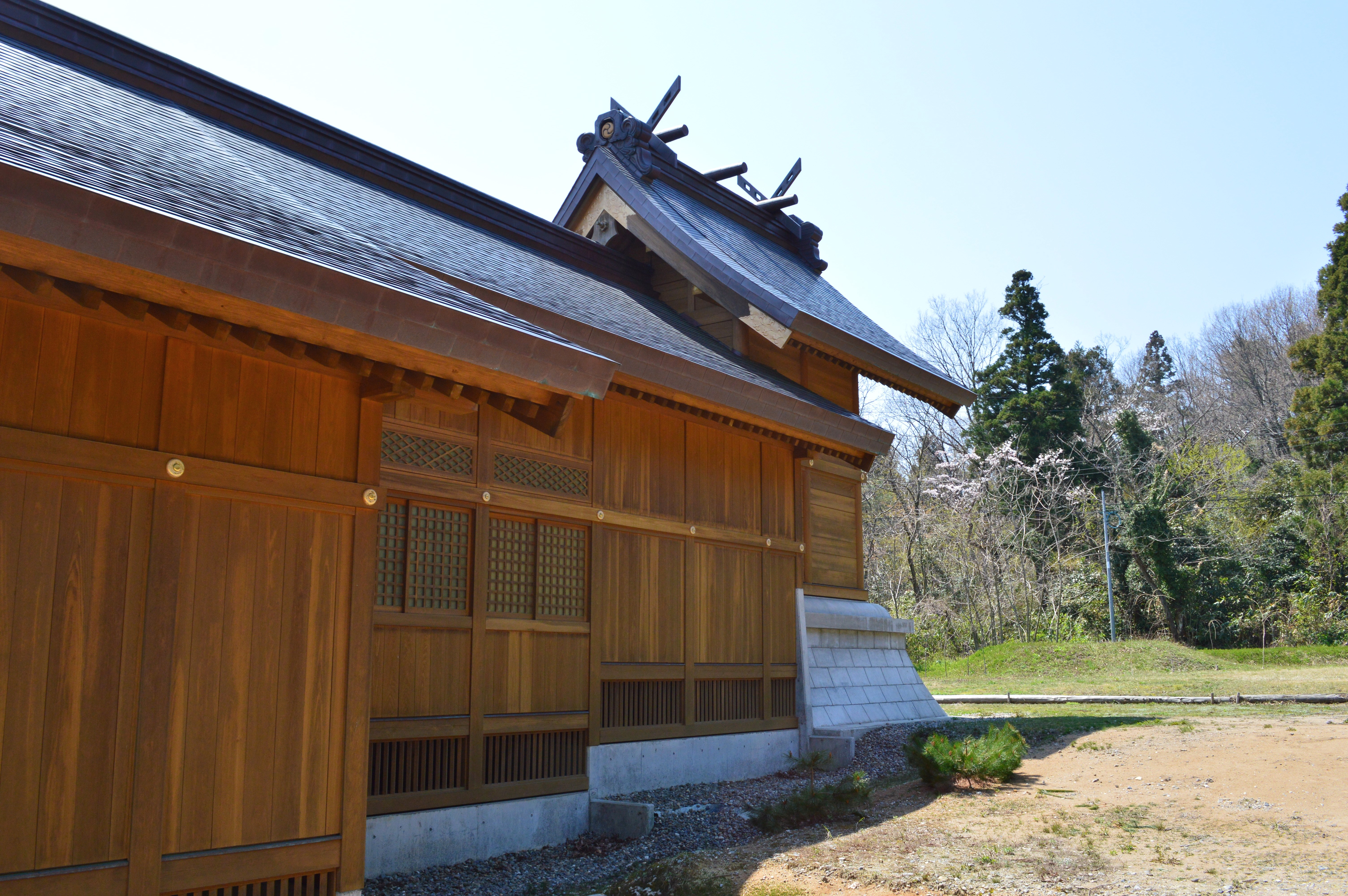
本殿
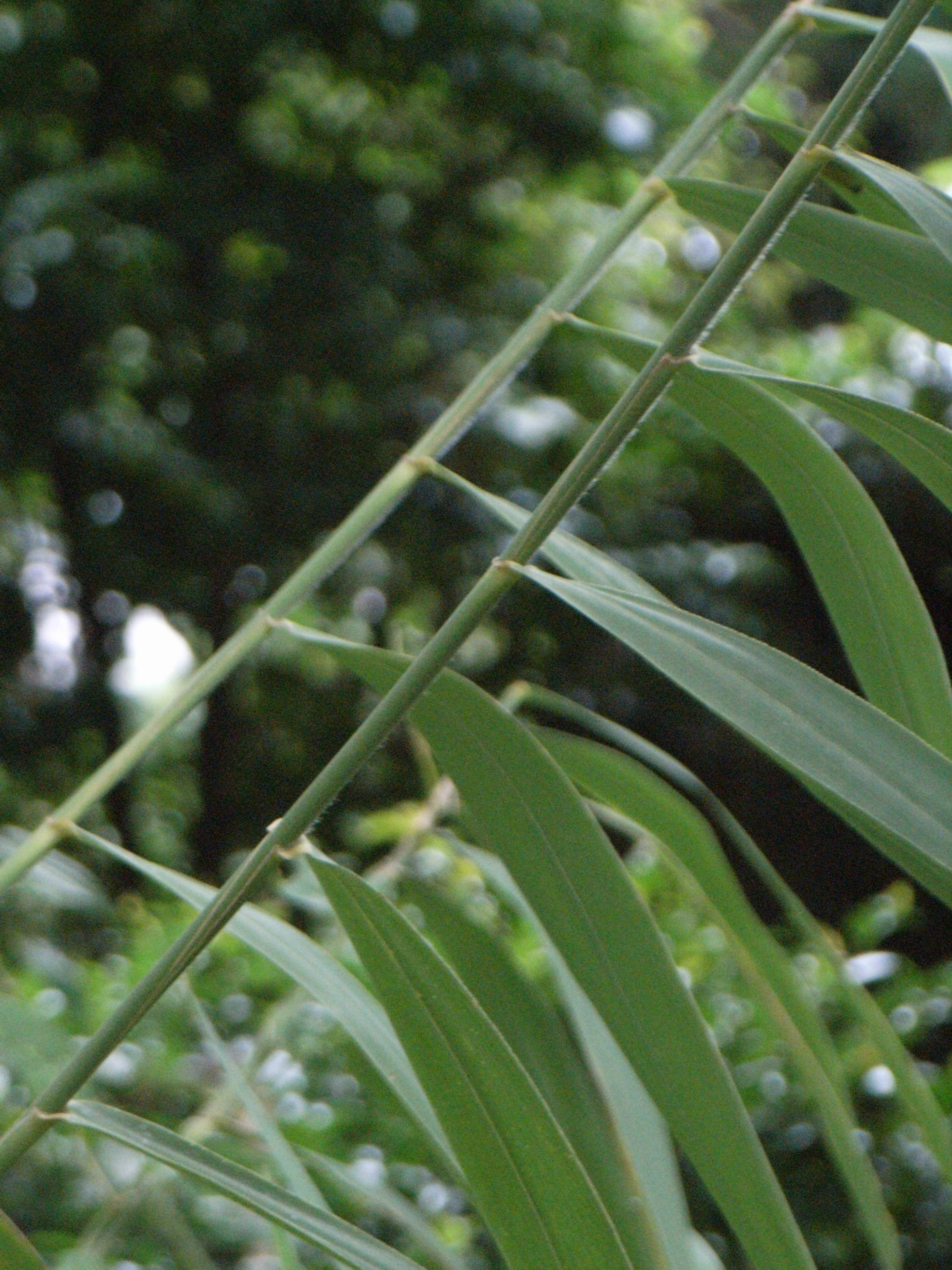
片葉の芦
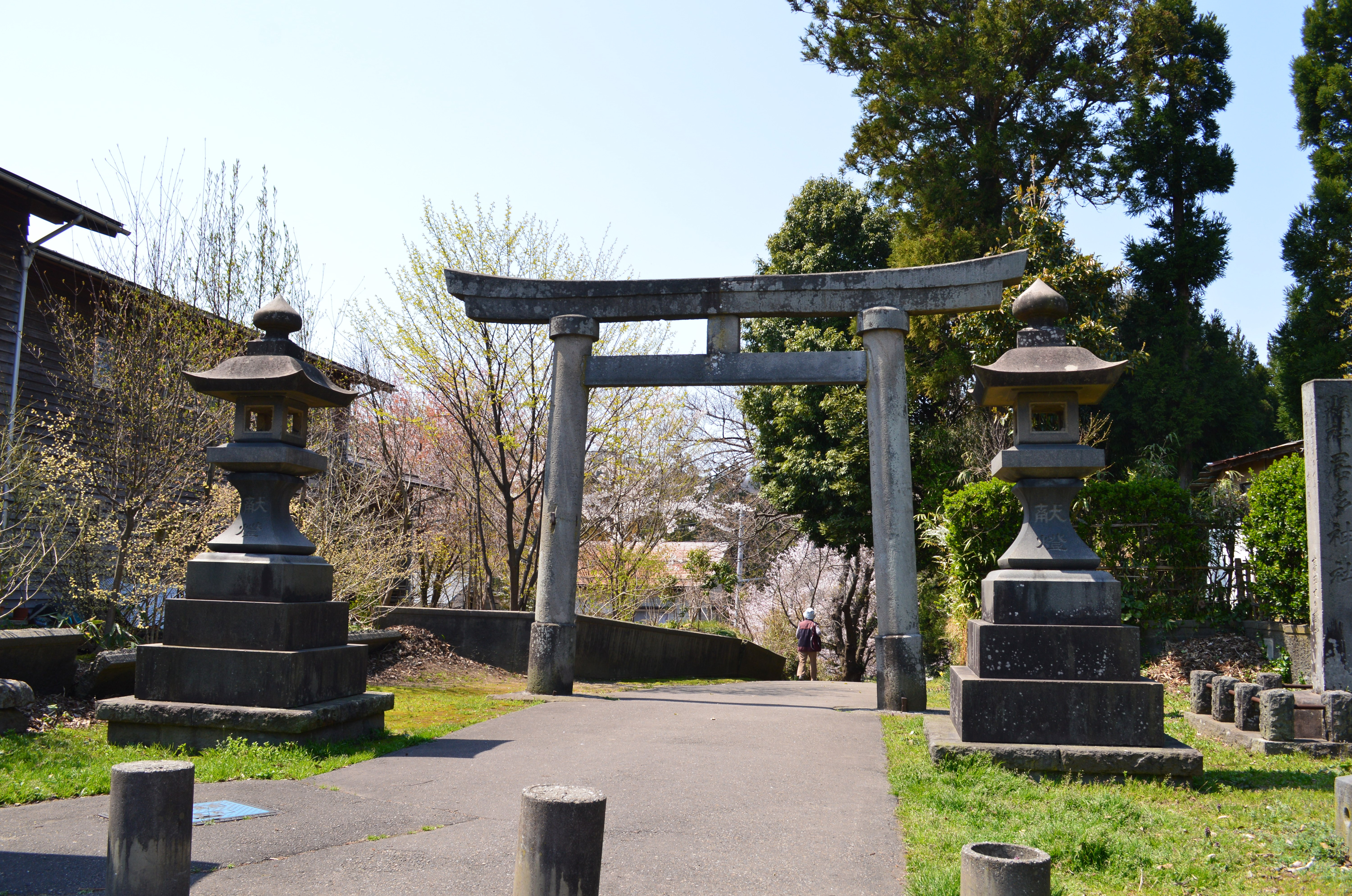
一の鳥居

## 摂末社
- 雁田神社（かりたじんじゃ） - 祭神：高皇産霊神、神皇産霊神[7]
- 稲荷神社 - 祭神：倉稲魂命[7]

なお慶応2年（1866年）までの旧社地では、境内社として天神社・八幡社・稲荷社・八坂社・諏訪社・大間神社の6社が祀られていた。

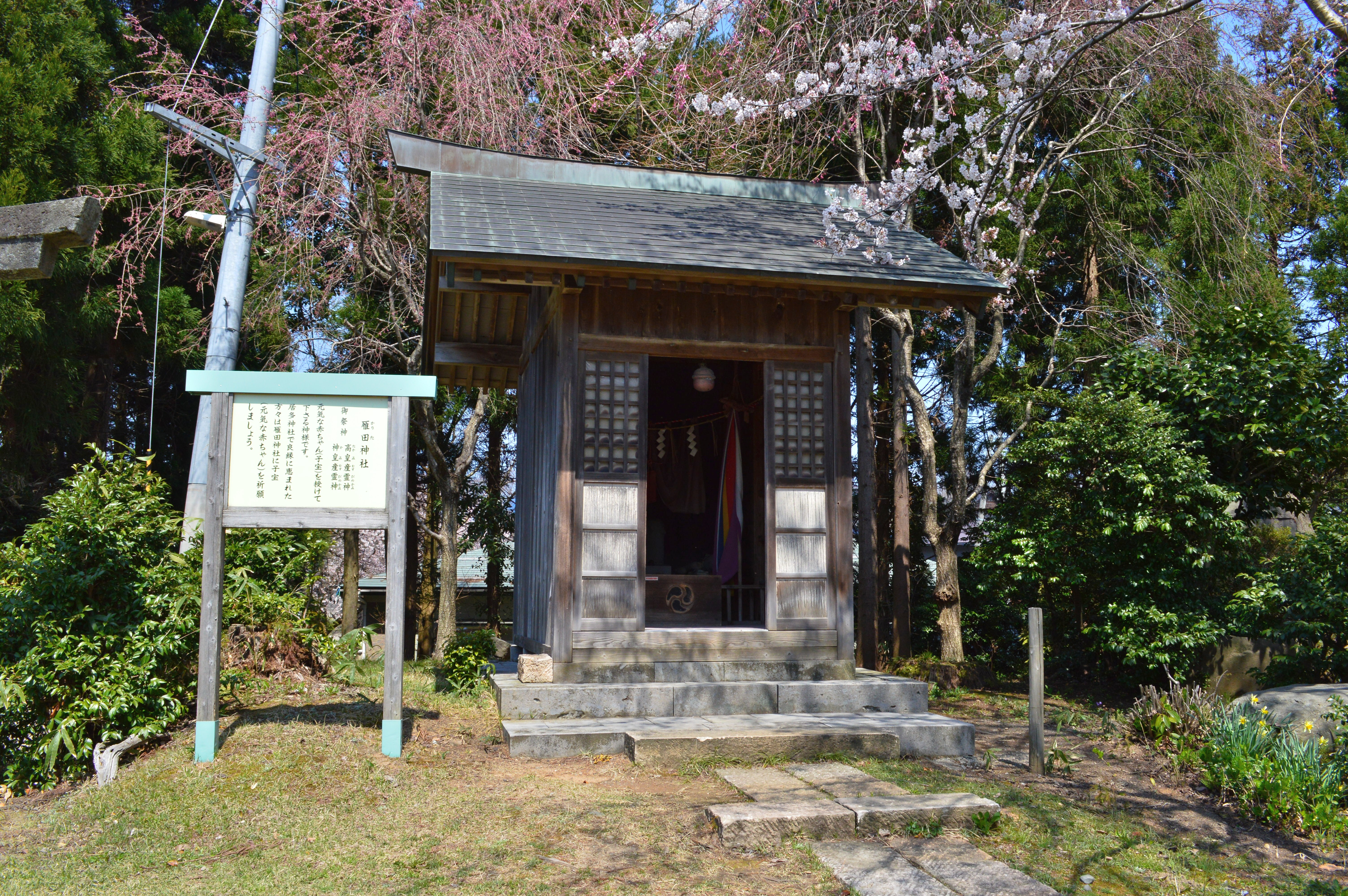
雁田神社
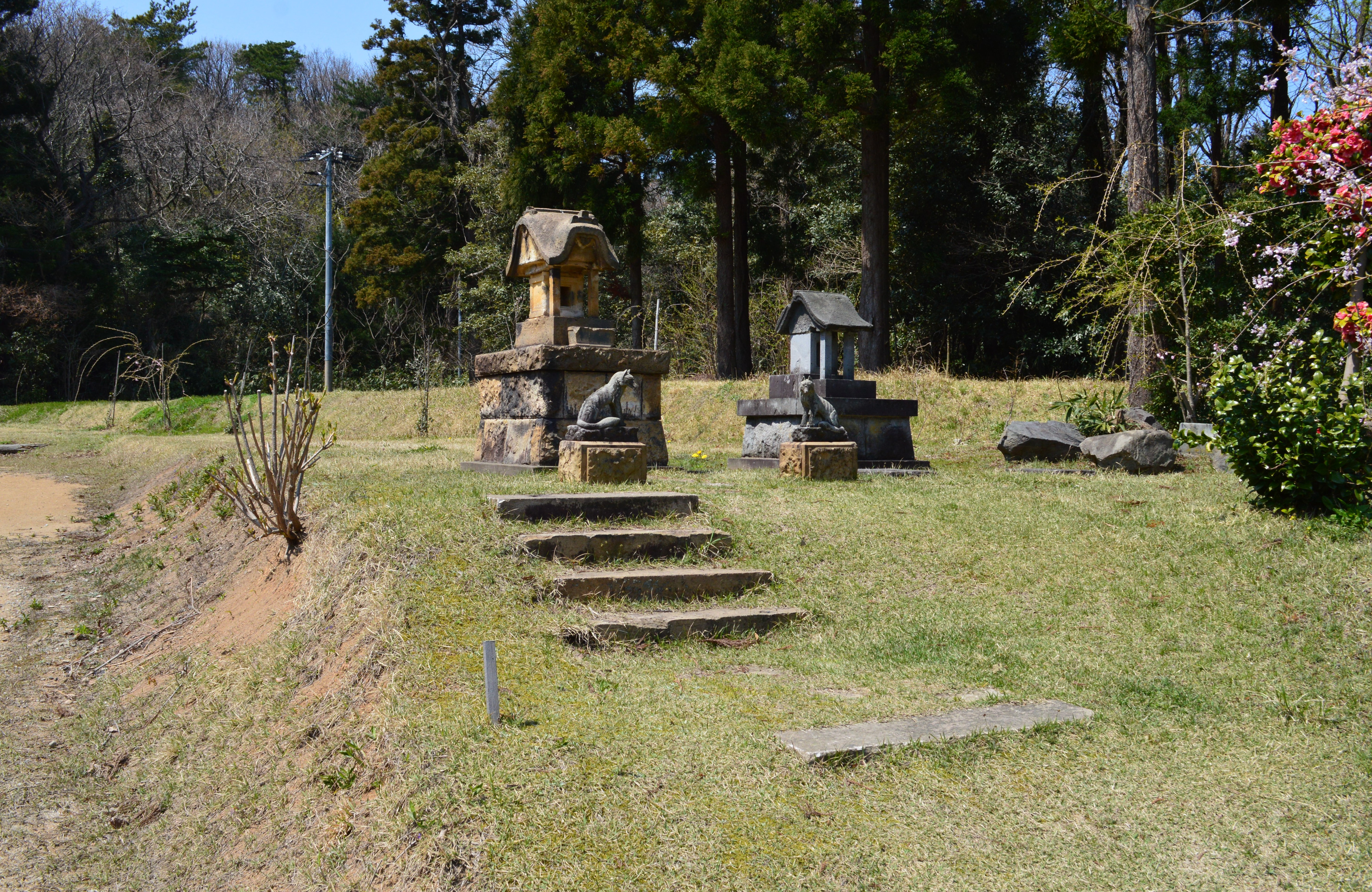
石祠

## 祭事
居多神社で行われる主な祭事。
- 例祭 （5月3日）
- 大祭 （8月19日・20日）
- 新嘗祭 （11月23日）

## 文化財

### 上越市指定文化財
- 有形文化財
  - 木造狛犬（彫刻）[8]
  - 居多神社文書（古文書）[9] - 居多神社に伝来する中近世の文書。

## 登場作品
- 文明18年（1486年）、尭恵が居多神社に参詣した際に詠んだ歌（『北国紀行』）[3]
| 「                  | 天の原 雲のよそまで 八島もる 神や涼しき おきつしほ風 | 」 |
| —尭恵、『北国紀行』 |                                                      |    |

## 現地情報
所在地
- 新潟県上越市五智6-1-11

交通アクセス
- 鉄道：東日本旅客鉄道（JR東日本）信越本線 ・えちごトキめき鉄道 直江津駅 （徒歩約25分）

周辺
- 五智国分寺 - 越後国分寺後継寺院。